# Walentina Kamsulewa
Walentina Aleksandrowna Kamsulewa (ros. Валентина Александровна Камсулева; ur. 2 marca 1971) – kazachska judoczka. Olimpijka z Atlanty 1996, gdzie zajęła szesnaste miejsce w wadze półśredniej.
Uczestniczka mistrzostw świata w 1993 i 1997. Startowała w Pucharze Świata w 1996 i 2000. Brązowa medalistka mistrzostw Azji w 1995 roku.

## Letnie Igrzyska Olimpijskie 1996
| Konkurencja | Eliminacje         | Klas. końcowa |
| Konkurencja | Przeciwnik I       | Miejsce       |
| ----------- | ------------------ | ------------- |
| 61 kg       | Ja’el Arad (ISR) P | 16.           |